# 반스타

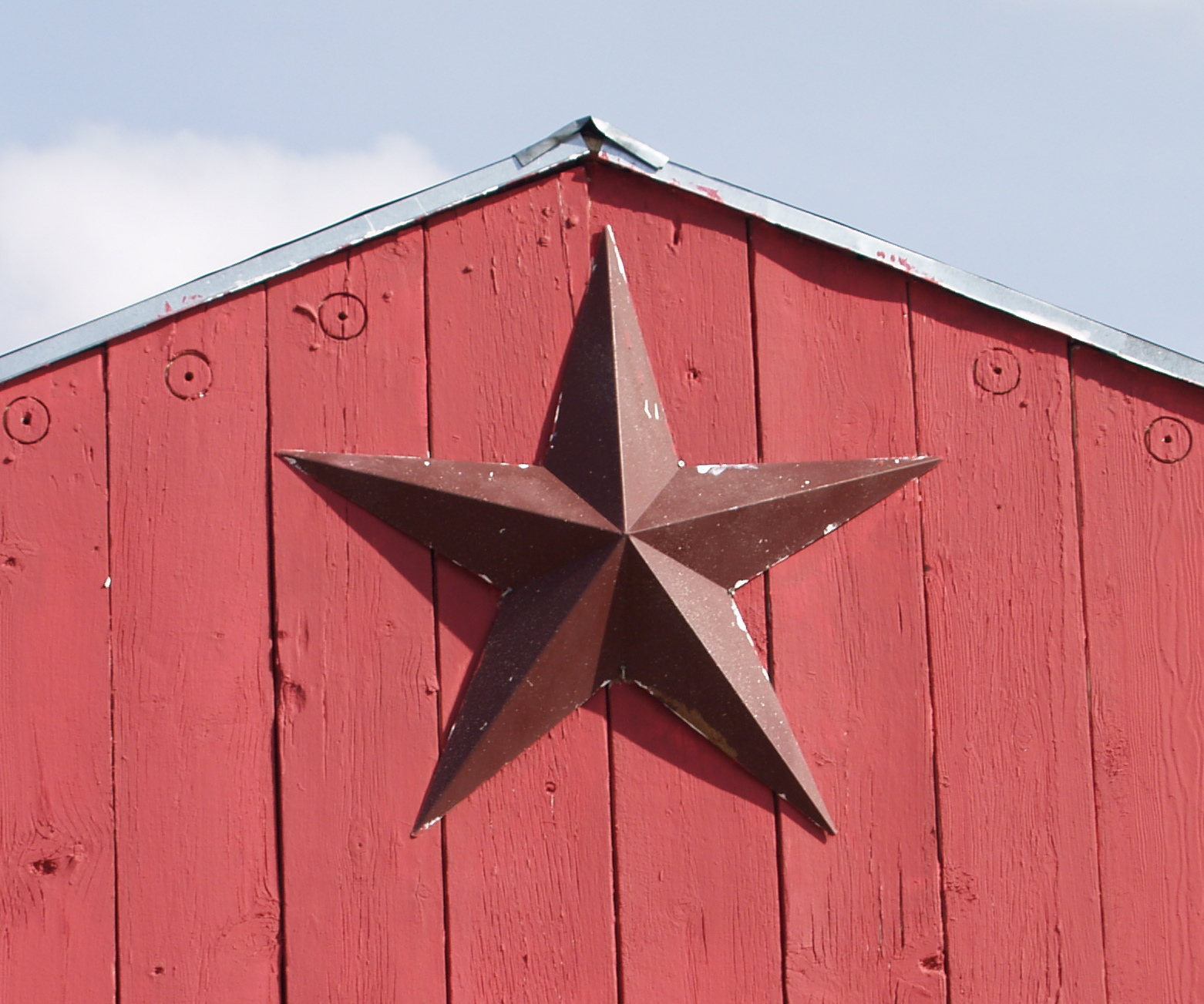
헛간에 달린 반스타의 모습.

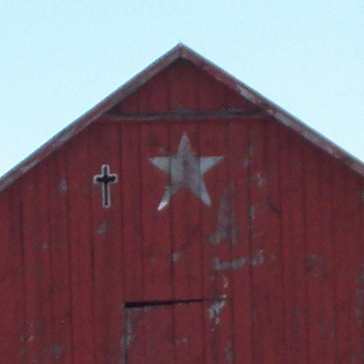
반스타를 잃어버린 헛간.

반스타(Barnstar)는 장식 이미지나 물체이다. 또한 반스타는 헛간을 장식하기 위해 쓰인다. (헛간을 영어로 barn이라고 하며 여기서 반스타라는 말이 비롯하였다.) 반스타는 보통 오각별이지만, 가끔 수레 바퀴 모양이기도 하다. 미국과 독일에서 가장 쉽게 찾아볼 수 있다. 반스타를 헛간에 거는 것에 별다른 구조적인 이득은 없으나, 미적 매력을 위해 사용하기도 하며, 문간 위에 놓는 말발굽처럼 "행운을 가져다 준다"고 여기기 때문이기도 하다.
반스타는 원래 장식을 더한 벽면 고정구로, 건축일을 하는 목수를 나타내는 표시였지만 나중에는 장식용으로 이용하는 경우가 많아지게 되었다. 미합중국에서는 남북전쟁 뒤에 퍼졌다. 반스타는 펜실베이니아 지역에서 흔하게 찾아볼 수 있으며, 또한 캐나다에도 퍼져 있다. 그 중에서도 특히 온타리오주에 많은 것으로 알려져 있다.
반스타는 헛간뿐 아니라 오래된 벽돌 건물에서도 찾아볼 수 있다. 독일 사람들이 이민을 온 펜실베이니아 지역에는 헥사인(일종의 마법 기호)으로 알려져 있지만, 헥사인과 다르게 대부분 반스타의 가운데에는 구멍이 없다.

## 역사
반스타는 건축가 자신의 표식을 나타내기 위해 사용되던 것이었으나, 시간이 지나면서 점차 예술적 목적으로 건물의 완공 이후에 설치하게 되었다. 18세기 동안 미국에서 사용되었고 1870년대 후반에도 남북전쟁으로 인구가 크게 증가한 펜실베이니아에서 더 많이 쓰였다. 남북전쟁 이전에는 버지니아주 리치먼드의 큰 건물들, 특히 공장들에서 흔하게 발견되었다.
반스타는 여전히 대중적인 장식 형태로 남아 있으며 현재의 주택에서도 종종 오각별 모양의 반스타를 볼 수 있다.

## 다른 반스타 장식들
미국 펜실베이니아의 네덜란드인 거주 지역의 오래된 건물들에서는 별 모양으로 나무나 금속 장식을 만드는 것 대신 페인트를 칠한 것을 볼 수 있다. 그것들은 보통 반스타와 다른 것으로 여겨지지만, 이따금씩 그 둘은 서로 혼용되거나 심지어는 서로 대체 가능한 것으로 여겨지기도 한다. 대부분의 반스타는 별 형태이지만 장미 모양이나 새, 또는 다른 동물의 모습을 그린 것도 있다.
반스타라는 용어는 18세기와 19세기의 석조 건물들에서 구조의 보강을 위해 사용되는 앵커 플레이트에 사용되기도 하였다. 이들은 주로 주철로 제작되었으며 타이로드의 와셔 역할을 하는 앵커 플레이트였다. 앵커 플레이트와 타이로드를 결합시켜 석재 벽을 고정시키는 데 사용되었다.

## 인터넷 반스타
일부 위키 기반 공동체들은 "반스타"라는 이름의 상을 사용자들에게 수여한다. 이 위키 반스타에 사용되는 이미지는 대부분 실제 반스타가 아닌 별 모양의 앵커 플레이트 사진이다. 위키 반스타는 미트볼위키에 처음 적용되었고 2003년 위키백과가 채택하였다.

## 같이 보기
- 별
- 붉은 별
- 다각별
- 위키백과:반스타